# Croisy-sur-Eure
Pour les articles homonymes, voir Croisy (homonymie).
Croisy-sur-Eure est une commune française située dans le département de l'Eure en région Normandie.

## Géographie
Croisy-sur-Eure est située dans la vallée de l'Eure, dans l'Est du département, à 4 km de Pacy-sur-Eure, à 16 km d'Évreux, 15 km de Vernon et à 90 km de Paris.
Croisy est une petite commune rurale de 232 habitants, à mi-chemin entre Paris et Rouen. Le territoire de la commune couvre une superficie de 395 ha dont 64,3 % sont utilisés par l’agriculture et 14 % par les bois avec une zone naturelle d’intérêt écologique, faunistique et floristique. On remarque une déclivité relativement importante (80 m) entre le Haut Croisy situé sur le plateau à 120 m d’altitude environ et le fond de la vallée de l’Eure qui n’est qu’à 40 m. Un puits remarquable de plus de 90 m de profondeur a été creusé en 1935 à main d’hommes pour y puiser l’eau de la nappe phréatique située au niveau de la vallée. Ce puits permettra de pomper de l’eau pour alimenter le château d’eau érigé à cet effet dans ce hameau du plateau
On constate également la présence d’une vallée sèche au sud-ouest : la vallée Coqueline. Concernant les zones habitées, on distingue deux pôles bâtis : le village et le hameau du Haut Croisy.
Le village limité par le coteau boisé à l’ouest, s’étire le long des routes de Ménilles (CD 65) et de Vaux-sur-Eure (CD 71).
Le village est scindé en deux parties : 
- le Bas-Croisy, situé dans la vallée, qui constitue le centre du village avec la mairie, une église, un château, un moulin à eau. C'est la partie la plus peuplée.
- Le Haut-Croisy, situé sur un plateau au-dessus de la vallée, à environ deux kilomètres du centre.

La commune est limitrophe avec Ménilles, Pacy-sur-Eure, Saint-Aquilin-de-Pacy, Caillouet-Orgeville et Vaux-sur-Eure.
Le village est traversé  par les routes départementales 65 et 71. Les routes communales 5 et 27 complètent le réseau routier. La commune est située à proximité immédiate de la RN 13, accessible directement par le Haut-Croisy.
| Vaux-sur-Eure       | Vaux-sur-Eure                                       | Ménilles      |
| Vaux-sur-Eure       | Croisy-sur-Eure                                     | Ménilles      |
| Caillouet-Orgeville | Pacy-sur-Eure (comm. dél. de Saint-Aquilin-de-Pacy) | Pacy-sur-Eure |

### Hydrographie
La commune est située dans le bassin Seine-Normandie. Elle est drainée par différents bras de l'Eure et divers autres petits cours d'eau,.
L'Eure, un canal, chenal et cours d'eau naturel non navigable d'une longueur de 229 km, prend sa source dans la commune de Longny les Villages et se jette  dans la Seine à Saint-Pierre-lès-Elbeuf, après avoir traversé 91 communes. Elle ne passe qu'à la limite de la commune, hors du village, mais une multitude de canaux et de bras traverse le Bas-Croisy (centre). Ils sont artificiels pour la plupart, mais très anciens. Des vannages récents contrôlent leur niveau en permanence, pour éviter les inondations et les étiages trop importants.

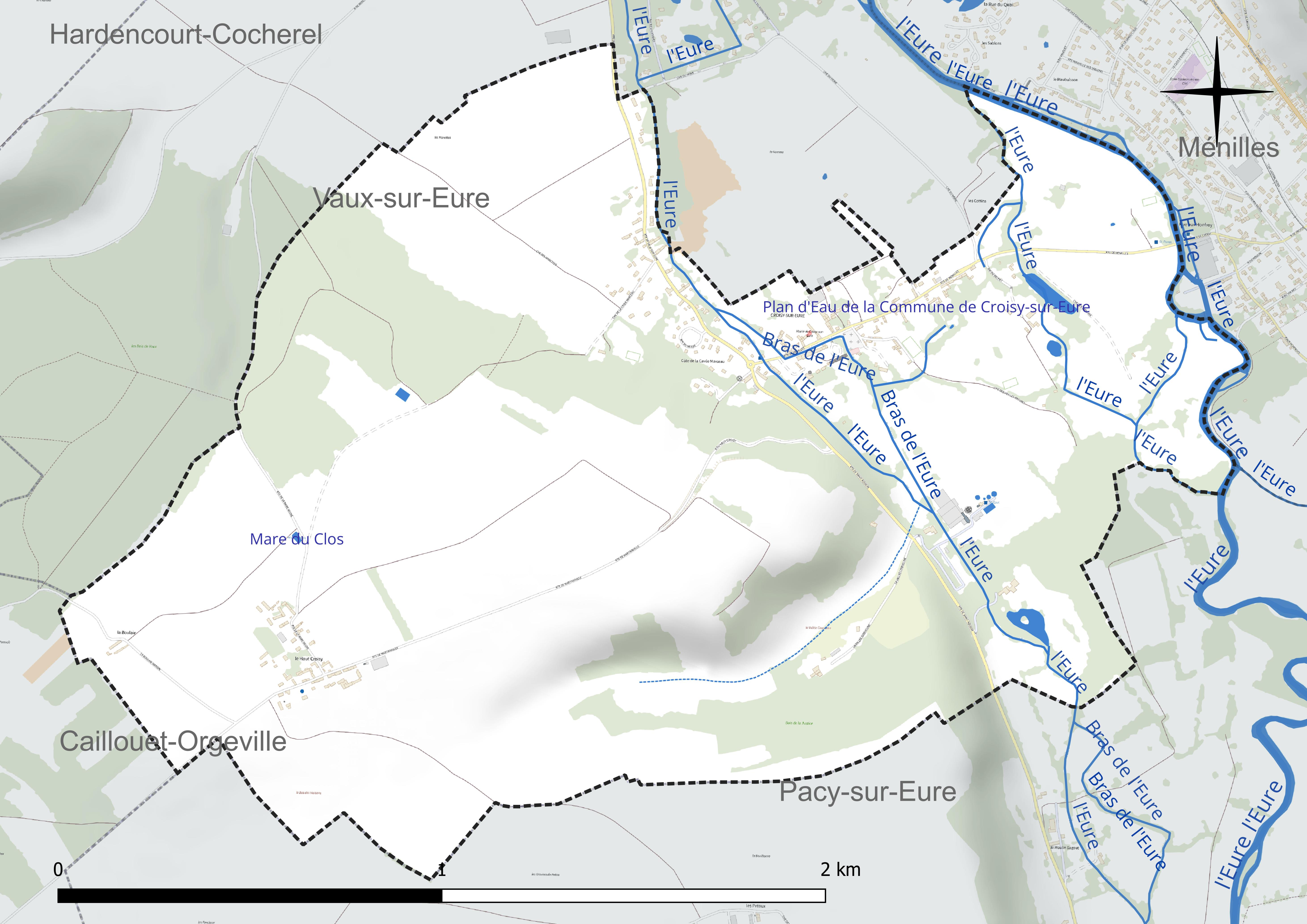
Réseau hydrographique de Croisy-sur-Eure.

Deux plans d'eau complètent le réseau hydrographique : la mare du Clos (0 ha) et le plan d'eau de la commune de Croisy-sur-Eure (0,5 ha),.

### Climat
Pour des articles plus généraux, voir Climat de la Normandie et Climat de l'Eure.
En 2010, le climat de la commune est de type climat océanique dégradé des plaines du Centre et du Nord, selon une étude du CNRS s'appuyant sur une série de données couvrant la période 1971-2000. En 2020, Météo-France publie une typologie des climats de la France métropolitaine dans laquelle la commune est exposée à un climat océanique et est dans la région climatique Sud-ouest du bassin Parisien, caractérisée par une faible pluviométrie, notamment au printemps (120 à 150 mm) et un hiver froid (3,5 °C). Parallèlement le GIEC normand, un groupe régional d’experts sur le climat, différencie quant à lui, dans une étude de 2020, trois grands types de climats pour la région Normandie, nuancés à une échelle plus fine par les facteurs géographiques locaux. La commune est, selon ce zonage, exposée à un « climat des plateaux abrités », correspondant aux plaines agricoles de l’Eure, avec une pluviométrie beaucoup plus faible que dans la plaine de Caen en raison du double effet d’abri provoqué par les collines du Bocage normand et par celles qui s’étendent sur un axe du Pays d'Auge au Perche.
Pour la période 1971-2000, la température annuelle moyenne est de 11 °C, avec  une amplitude thermique annuelle de 14,9 °C. Le cumul annuel moyen de précipitations est de 676 mm, avec 11,5 jours de précipitations en janvier et 7,6 jours en juillet. Pour la période 1991-2020, la température moyenne annuelle observée sur la station météorologique la plus proche, située sur la commune de Huest à 10 km à vol d'oiseau, est de 11,2 °C et le cumul annuel moyen de précipitations est de 600,6 mm,. Pour l'avenir, les paramètres climatiques de la commune estimés pour 2050 selon différents scénarios d’émission de gaz à effet de serre sont consultables sur un site dédié publié par Météo-France en novembre 2022.

## Urbanisme

### Typologie
Au 1er janvier 2024, Croisy-sur-Eure est catégorisée commune rurale à habitat dispersé, selon la nouvelle grille communale de densité à 7 niveaux définie par l'Insee en 2022.
Elle appartient à l'unité urbaine de Pacy-sur-Eure, une agglomération intra-départementale dont elle est une commune de la banlieue,. Par ailleurs la commune fait partie de l'aire d'attraction de Paris, dont elle est une commune de la couronne,.

### Occupation des sols
L'occupation des sols de la commune, telle qu'elle ressort de la base de données européenne d’occupation biophysique des sols Corine Land Cover (CLC), est marquée par l'importance des territoires agricoles (78,3 % en 2018), une proportion identique à celle de 1990 (78,3 %). La répartition détaillée en 2018 est la suivante : 
terres arables (48,6 %), prairies (29,7 %), forêts (16,3 %), zones urbanisées (5,4 %). L'évolution de l’occupation des sols de la commune et de ses infrastructures peut être observée sur les différentes représentations cartographiques du territoire : la carte de Cassini (XVIIIe siècle), la carte d'état-major (1820-1866) et les cartes ou photos aériennes de l'IGN pour la période actuelle (1950 à aujourd'hui).

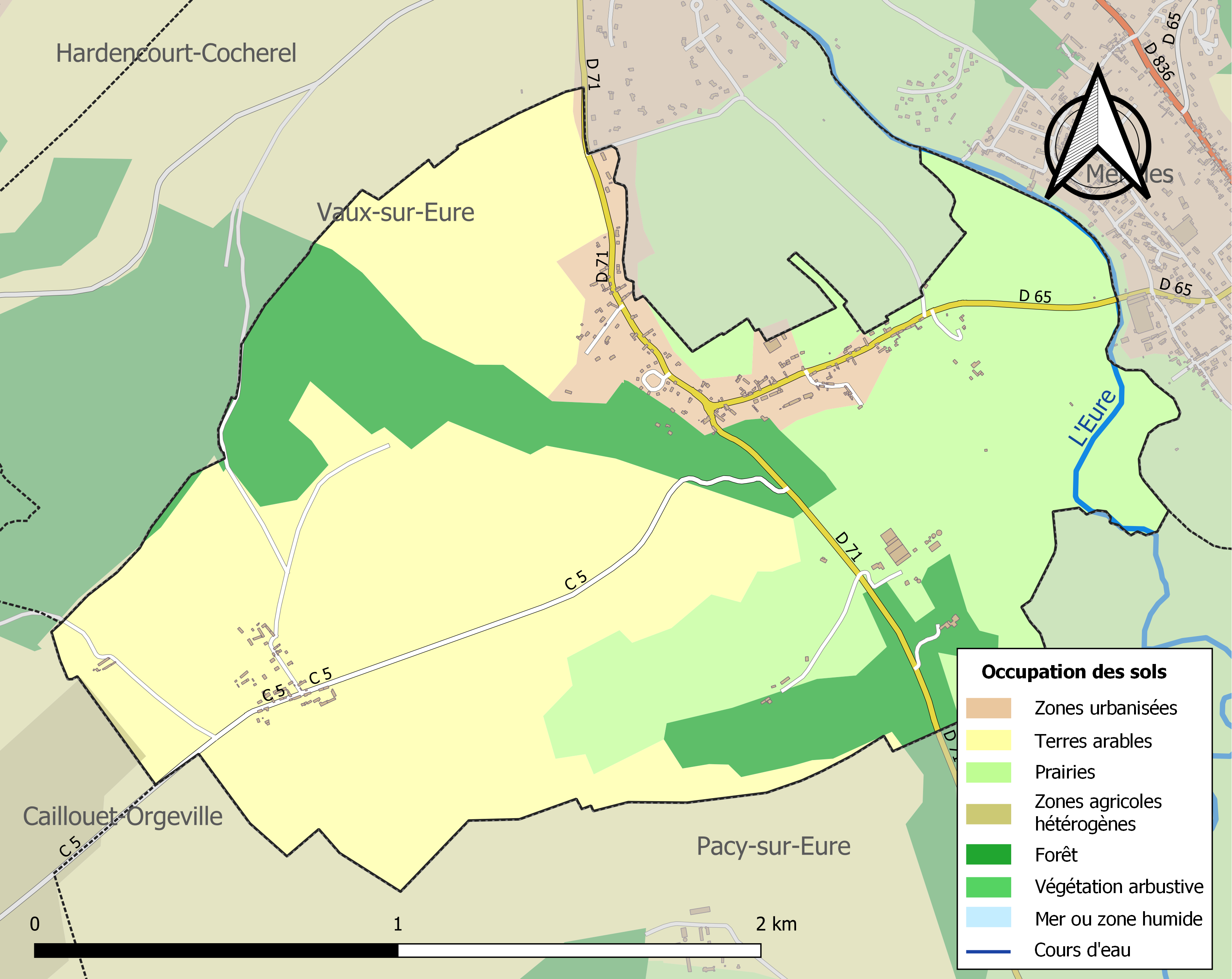
Carte des infrastructures et de l'occupation des sols de la commune en 2018 (CLC).

## Toponymie
Le nom de la localité est attesté sous les formes Crusiacum vers 1140, Crosiacum en 1219, Crosium en 1260, Croisi en 1295, Croisy en 1329, Croisy en 1793, Croissy en 1801, Croisy-sur-Eure en 1935.
Croisy (cruciacum), allusion non seulement à des croisements, mais à de réelles croix qui ont souvent été placées, au cours des âges aux carrefours.
Le déterminant complémentaire sur-Eure est donné au village de Croisy au début du XIXe siècle et permet d'éviter la confusion avec d'autres Croisy comme Croisy-sur-Andelle.

## Histoire
Vers 1150, Herbert de Croisy donna à l’abbaye de Saint-Taurin l’église de Croisy puis se fit religieux à Saint-Taurin. C’est à cette époque que le prieuré  fut construit sur le coteau au bord du bras Sagout.
Au moment de la conquête de Normandie, vers 1202, Philippe Auguste voulant récompenser les services d’un ingénieur militaire Amaury Coispel, lui donna la seigneurie de Croisy.
En 1332, Messire Jean de Garencières reçut de Philippe, comte d’Évreux, la terre de Croisy.
En 1419, le roi d’Angleterre accorda à son oncle Thomas, duc d’Exter le château et le domaine de Croisy. Cependant, la famille de Garencières n’était pas éteinte et prenait toujours le titre de seigneur de Croisy. Jean de Garencières laissa pour héritier en 1470 Robert de Gaillon. Au XVIe siècle, le fief civil de Croisy fut alors devisé en plusieurs parts
Louis d’Harcourt, fils de François de Gaillon recueillit la seigneurie de Croisy dans la succession de sa tante Marie de Gaillon. Croisy resta dans la famille d’Harcourt jusqu’à la fin du XVIIe siècle où le domaine passa au comte de Fiesque puis au sire marquis Charles de Bréauté. Celui-ci est à l’origine de la construction du château  tel qu’on le voit aujourd’hui. Il date de la fin du XVIIe siècle comme on peut le supposer (analyse des cadastres de l’époque, en notre possession). Charles Claude Breauté vendit en 1713 le fief de Croisy à Pierre Charles de Bosguérard, conseiller à la cour des comptes de Normandie.
Ce dernier devint ainsi propriétaire « en un plain fief de Haubert, auquel il y a le droit de châtellerie et de château, manoir, maison, cour et jardin, clos de fossés pleins d’eau avec pont levis… droit de présenter au bénéfice de la cure ».
L’origine et l’histoire de Croisy sont reprises dans l’ouvrage « Croisy-sur-Eure VIII siècles d’histoire » écrit et publié par JM de Monicault, à partir des archives du département de l’Eure, des précieux renseignements du dictionnaire des communes, des archives de la paroisse intégrant l’état civil tenu par la paroisse de 1685 à 1799, des archives communales d’état civil et des délibérations des conseils municipaux depuis la Révolution, enfin des archives du XVIe siècle à nos jours restées intactes dans les greniers du château nous renseignant sur celui-ci, des dépendances (moulin) et la cure ainsi qu’un cadastre de l’ensemble du village datant de 1700 environ.
L’histoire du village et des villageois y est abordé. Comment y vivait-on aux XVIIe et XVIIIe siècles ? L’apologie du château et de l’église et de tous les sites remarquables de ce village y est faite, ainsi que la description et le rôle des réseaux hydrauliques et l’implantation des deux moulins construits sur les bras de l’Eure (Sagout et Béchet) creusés à la main au XVIIe siècle.

## Économie
La seule activité industrielle de Croisy, la fromagerie Boursin, est située dans la vallée de l’Eure sur le bras Sagout, route de Saint-Aquilin.

## Politique et administration

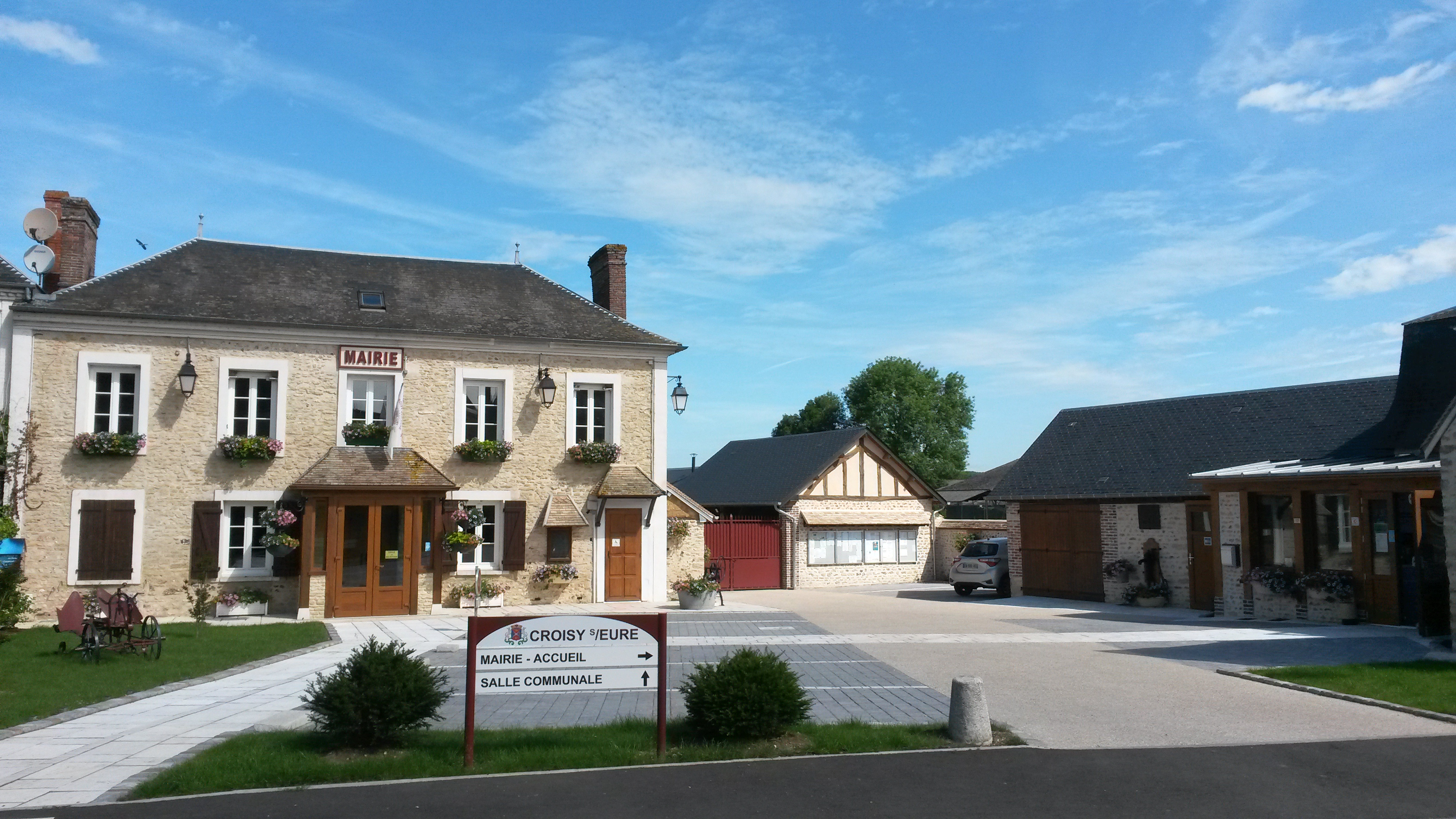
Mairie de Croisy-sur-Eure.

| Période                                  | Période   | Identité                 | Étiquette | Qualité                                          |
| ---------------------------------------- | --------- | ------------------------ | --------- | ------------------------------------------------ |
| 1800                                     | 1803      | Jacques Panier           |           |                                                  |
| 1803                                     | 1808      | Christophe Durand        |           |                                                  |
| 1808                                     | 1813      | J.L. Rémy de Turicque    |           |                                                  |
| 1816                                     | 1830      | P. Chedeville            |           |                                                  |
| 1830                                     | 1832      | J.L. Panier              |           |                                                  |
| 1832                                     | 1840      | P. Anseaume              |           |                                                  |
| 1840                                     | 1848      | P. Chedeville (père)     |           |                                                  |
| 1848                                     | 1849      | P. Chedeville (fils)     |           |                                                  |
| 1849                                     | 1860      | N. Colombe               |           |                                                  |
| 1860                                     | 1865      | F. Gorgedoux             |           |                                                  |
| 1865                                     | 1874      | J.J. Allais              |           |                                                  |
| 1874                                     | 1878      | F. Gorgedoux             |           |                                                  |
| 1878                                     | 1884      | V. Cousin                |           |                                                  |
| 1884                                     | 1896      | F. Anseaume              |           |                                                  |
| 1896                                     | 1920      | A. Malard                |           |                                                  |
| 1920                                     | 1938      | A. Lamy                  |           |                                                  |
| 1938                                     | 1945      | Alfred Masson            |           |                                                  |
| mai 1945                                 | 1954      | G. Sellenet              |           |                                                  |
| 1954                                     | mars 1965 | Daniel Garreau           |           |                                                  |
| mars 1965                                | mars 1983 | Edouard de Monicault     |           |                                                  |
| mars 1983                                | juin 1995 | André Garreau            |           |                                                  |
| juin 1995                                | en cours  | Jean-Michel de Monicault | DVD       | Retraité Chevalier de l'ordre national du mérite |
| Les données manquantes sont à compléter. |           |                          |           |                                                  |

### Politique de développement durable
En 2017, la commune a été labellisée « 3 fleurs » par le Conseil national de villes et villages fleuris de France.

## Démographie
L'évolution du nombre d'habitants est connue à travers les recensements de la population effectués dans la commune depuis 1793. Pour les communes de moins de 10 000 habitants, une enquête de recensement portant sur toute la population est réalisée tous les cinq ans, les populations de référence des années intermédiaires étant quant à elles estimées par interpolation ou extrapolation. Pour la commune, le premier recensement exhaustif entrant dans le cadre du nouveau dispositif a été réalisé en 2005.

En 2022, la commune comptait 225 habitants, en évolution de +17,19 % par rapport à 2016 (Eure : −0,25 %, France hors Mayotte : +2,11 %).
| 1793 | 1800 | 1806 | 1821 | 1831 | 1836 | 1841 | 1846 | 1851 |
| ---- | ---- | ---- | ---- | ---- | ---- | ---- | ---- | ---- |
| 322  | 285  | 345  | 317  | 291  | 269  | 312  | 274  | 284  |

| 1856 | 1861 | 1866 | 1872 | 1876 | 1881 | 1886 | 1891 | 1896 |
| ---- | ---- | ---- | ---- | ---- | ---- | ---- | ---- | ---- |
| 257  | 238  | 223  | 204  | 213  | 187  | 178  | 166  | 160  |

| 1901 | 1906 | 1911 | 1921 | 1926 | 1931 | 1936 | 1946 | 1954 |
| ---- | ---- | ---- | ---- | ---- | ---- | ---- | ---- | ---- |
| 163  | 152  | 152  | 135  | 138  | 132  | 129  | 130  | 123  |

| 1962 | 1968 | 1975 | 1982 | 1990 | 1999 | 2005 | 2006 | 2010 |
| ---- | ---- | ---- | ---- | ---- | ---- | ---- | ---- | ---- |
| 110  | 126  | 161  | 145  | 179  | 233  | 239  | 246  | 232  |

| 2015 | 2020 | 2022 | - | - | - | - | - | - |
| ---- | ---- | ---- | - | - | - | - | - | - |
| 195  | 216  | 225  | - | - | - | - | - | - |

## Culture locale et patrimoine

### Lieux et monuments

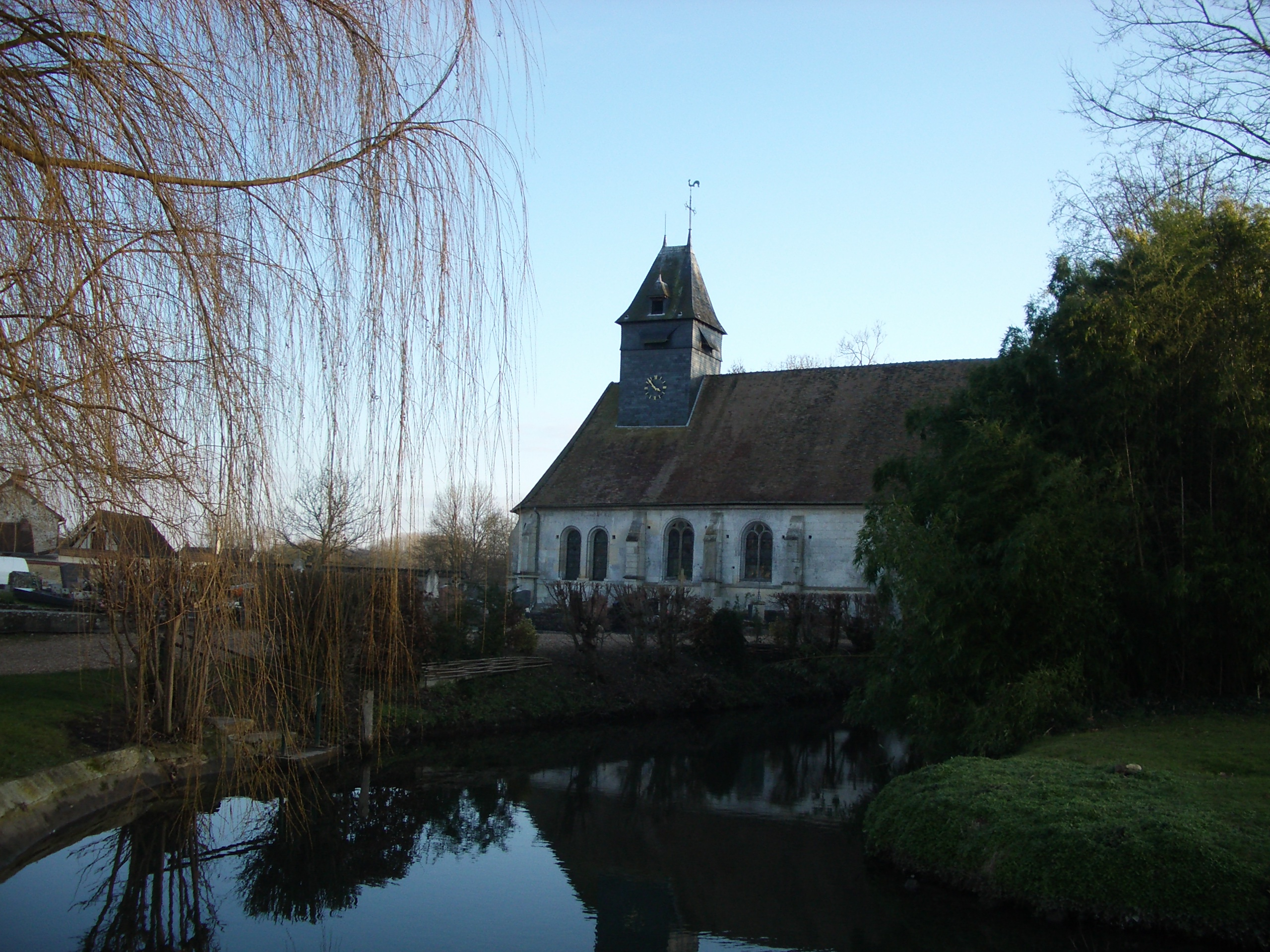
Église Saint-Germain.

- L'église Saint-Germain : édifice du XVIe siècle, dépendant de Saint-Taurin d'Évreux, possède des vitraux des XVIe et XVIIe siècles, une Vierge à l'enfant et un lutrin du XVIIIe siècle, et des bancs d'œuvre comportant des boiseries du XVIe siècle. Construite en pierres de taille, son clocher se trouve au-dessus du chœur. La cloche est de 1712.

Les vitraux de la nef sont des verrières polychromes du XVIe siècle. Le chœur est légèrement plus étroit que la nef, et comporte six fenêtres en plein cintre. Celles-ci ont conservé en partie leurs verrières datées de 1613.
C'est en 1880 que fut érigé, entre chœur et nef, un arc triomphal en bois composé de trois arcades en anses de panier.
- Monastère Saint-Paul-de-la-Croix, communauté de sœurs passionistes de Saint Paul de la Croix installée en 1976.
- Le château de Croisy.
- 3 anciens lavoirs.
- Les deux moulin du Bras-Sagout et du Béchet. Le premier, au centre du village, a sa roue et son vannage.

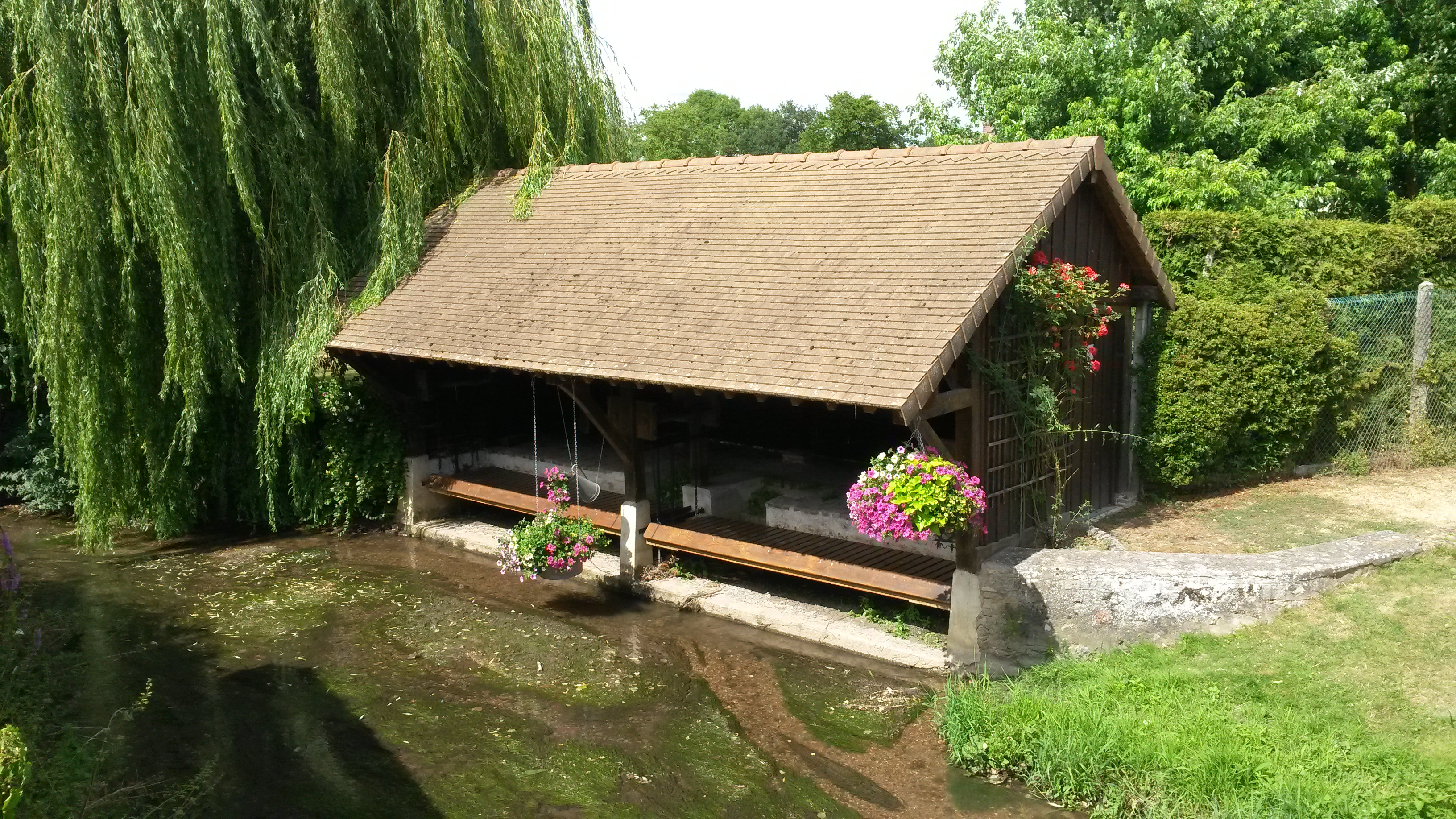
Lavoir du Bras-Sagout.
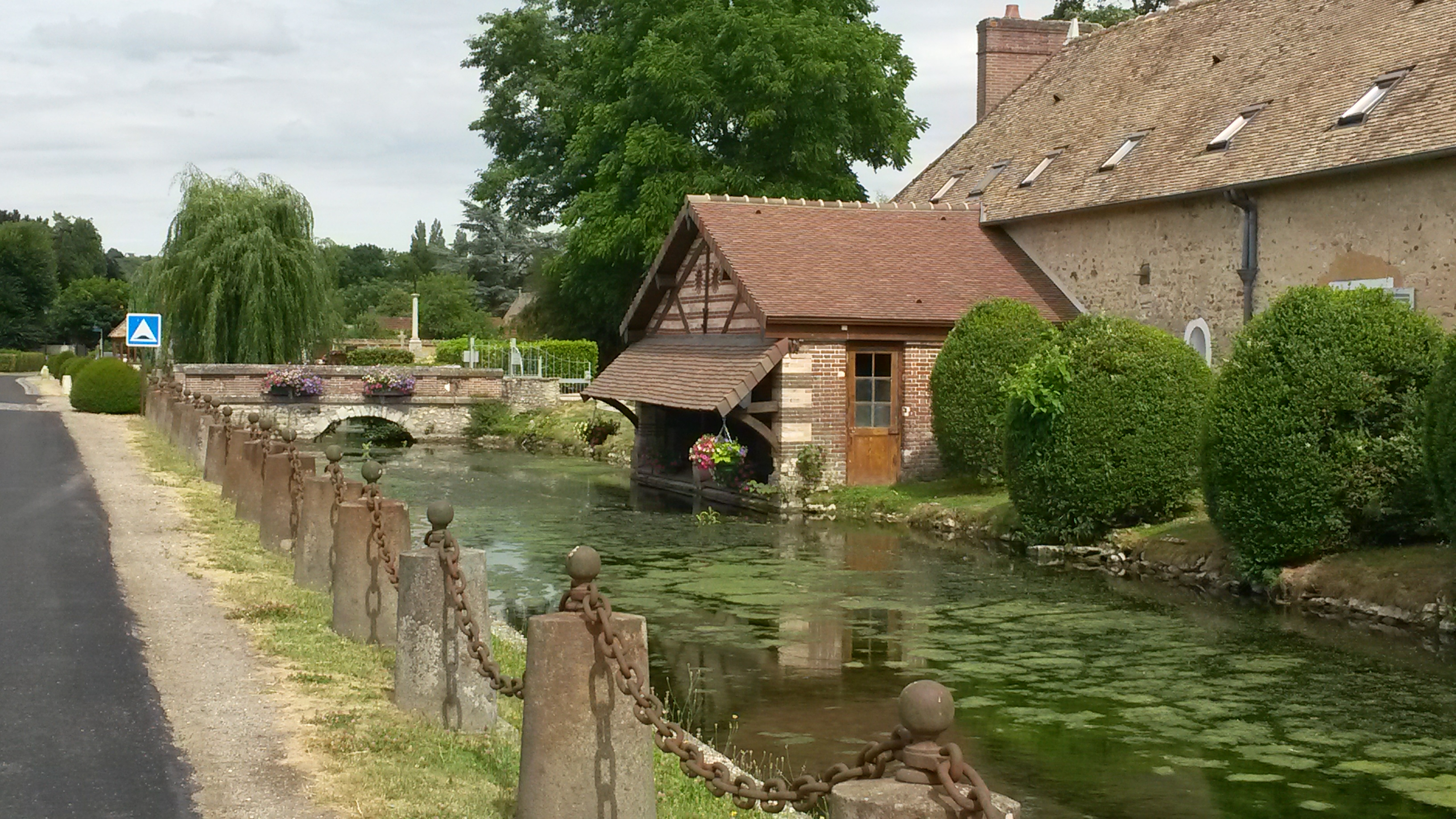
Lavoir du canal du château.
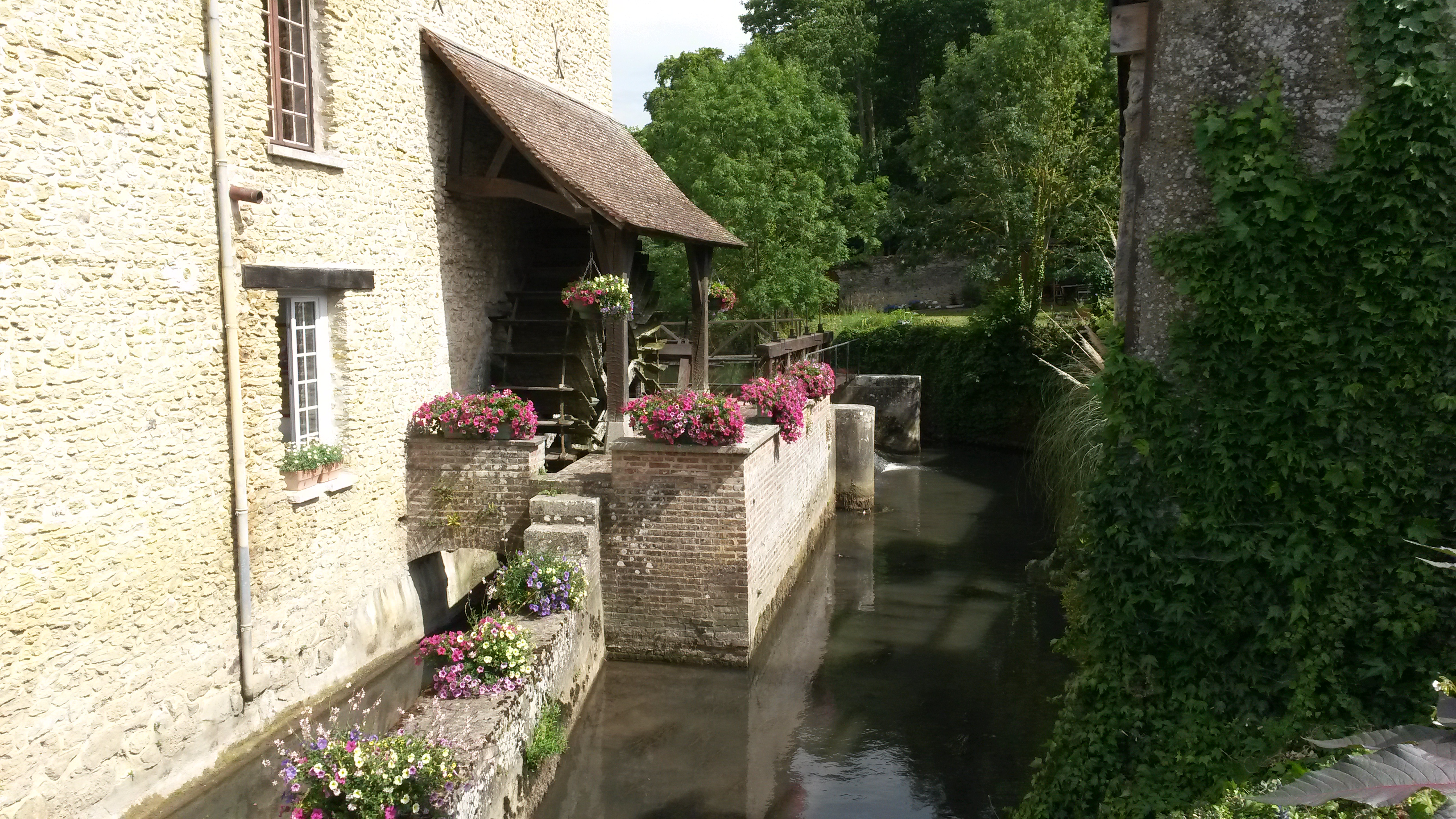
Moulin du Bras-Sagout.

### Patrimoine naturel

#### Site inscrit
- L'église, le cimetière  Site inscrit (1939)[25].

### Personnalités liées à la commune
- Tudor Wilkinson (1879-1969), collectionneur d'art et milliardaire américain[26] mort dans la commune.
- Tugdual de Kermoysan.
- François Boursin

### Héraldique
|  | Les armes de la ville se blasonnent ainsi : écartelé en sautoir : au 1) de gueules au léopard d’or, au 2) d’azur à la roue de moulin d’or, au 3) d’azur à la tête de crosse contournée d’or au 4) de gueules au coq hardi d’or ; aux deux palmes d’argent passées en sautoir brochant sur la partition. |